# Ares del Maestrat
Ares del Maestrat és un municipi del País Valencià situat a la comarca de l'Alt Maestrat. El municipi és també conegut per ser el lloc on en 2003 en Consell de la Generalitat va presentar la declaració d'Ares del Maestrat.

## Geografia
El municipi d'Ares està situat als estreps sud del sistema Ibèric (1.195 m), al peu de la Mola d'Ares (1.318 m), amb un relleu abrupte i caracteritzat per un paisatge de moles. Al terme municipal es troba el Tossal d'Orenga (1.144 m), a la serra d'En Celler. El clima és mediterrani de muntanya i l'altitud del seu terme varia des dels 700 m fins als 1.300 m, amb unes temperatures que oscil·len entre els -10 °C a l'hivern i els 30 °C a l'estiu.
Ares és la segona població més alta del País Valencià, darrere de Vistabella del Maestrat (1.249 m).

### Nuclis de població
- Ares del Maestrat
- Santa Elena
- Torre Beltrans
- Masia Roca de Baix
- La Montalbana

### Accessos
Des de Castelló de la Plana s'accedix a Ares per la CV-151, després prenent la CV-10 i posteriorment la CV-15. A peu s'hi pot arribar pel GR 7, que prové de la carretera de Castellfort i va cap a Culla.

### Municipis limítrofs
El terme municipal d'Ares fita amb els de Castellfort, Morella, Catí, Vilar de Canes, Benassal, i Vilafranca.
| Castellfort | Morella        | Vallibona                           |
| Vilafranca  |                | Catí                                |
|             | Benassal Culla | Vilar de Canes La Torre d'En Besora |

## Història

Estela funerària ibèrica de la Serrada segles IV - III aC. (Ares del Maestrat). Museu de Prehistòria de València

El terme d'Ares ha sigut un enclavament habitat des de fa milers d'anys. De la Prehistòria es conserva, als barrancs del terme, una abundància de pintures rupestres. Mereixen una menció especial les de la Cova Remígia al barranc de la Gasulla, considerada la «Capella Sixtina» del Neolític, la qual conté pintures declarades Patrimoni de la Humanitat per la UNESCO l'any 1998, conjuntament amb la resta d'art rupestre de l'arc mediterrani de la península Ibèrica.
Les primeres restes d'assentaments pròpiament dits els trobem a la cova Fosca, on encara avui continuen les investigacions dels arqueòlegs. Ares del Maestrat és de fundació romana, encara que fou destruïda pels àrabs, els qui la fortificaren i aixecaren un castell. Més tard, entrat el segle xiii fou conquerida pels cristians, passant a pertànyer entre d'altres, a l'Orde de Montesa, la qual eleva el poble a la categoria de comanda, el que dona origen a la segona part del nom "del Maestrat".
La conquesta d'Ares fou la primera acció de la conquesta del Regne de València empresa amb èxit, el gener de l'any 1232 per Jaume I el Conqueridor.
Del desembre de 1707 fins al 15 de juliol de 1708, durant la Guerra de Successió Espanyola, la ciutat fou objecte d'un setge. En caure la ciutadella, es completava la caiguda del Regne de València en mans filipistes.
Durant la Guerra Civil Espanyola protagonitzà junt amb Benassal, Albocàsser i Vilar de Canes, la campanya de bombardejos de maig de 1938 per part de l'aviació de l'Alemanya nazi, considerat generalment com un experiment per a provar la capacitat dels bombarders Stuka. El resultat dels bombardejos foren 38 morts.

### Topònim
El topònim Ares és recurrent des de terres del Pirineu fins a la comarca valenciana del Comtat. En tots estos llocs apareix al voltant d'un pas de muntanya. És per això que la hipòtesi més probable de l'origen etimològic del mot Ares siga el d'aras, que en llatí vol dir 'altar'. És sabut que els romans acostumaven a fer ofrenes a Mercuri i a altres déus quan passaven un port de muntanya; de fet, en algun d'estos llocs encara avui hi ha alguna ermita, com per exemple al port de la Bonaigua (Pallars Sobirà), on trobem la Mare de Déu de les Ares.
Mostra d'això és el nombre de colls d'Ares que podem trobar, entre Camprodon i Prats de Molló i la Presta, al límit nord del Capcir (terme de Puigbalador), a l'Alt Urgell entre els termes de Cabó i La Guàrdia d'Ares, entre La Vansa i Fórnols i Cambrils al Solsonés, entre les valls de Cardós i Àneu al Pallars Sobirà, a la vora del Turbó entre els termes de Les Viles i el d'Abella, a la serra del Montsec entre Àger i Alsamora, al Comtat a Ares del Bosc i també en algun altre lloc al nord dels Pirineus.

## Demografia
| 1990 | 1992 | 1994 | 1996 | 1998 | 2000 | 2002 | 2004 | 2005 | 2006 | 2007 | 2010 | 2014 |
| ---- | ---- | ---- | ---- | ---- | ---- | ---- | ---- | ---- | ---- | ---- | ---- | ---- |
| 370  | 335  | 315  | 281  | 266  | 254  | 246  | 228  | 222  | 218  | 216  | 204  | 210  |

## Economia
L'economia d'Ares és predominantment agrícola i ramadera, com molts dels pobles de la mateixa comarca. Cal destacar el desenvolupament de l'activitat turística d'interior des de fa uns anys.

## Alcaldia
Des de 2019 l'alcaldessa d'Ares del Maestrat és Ester Querol Garcia del Partit Socialista del País Valencià (PSPV).
| Període                       | Alcalde o alcaldessa                                 | Partit polític | Data de possessió     | Observacions         |
| ----------------------------- | ---------------------------------------------------- | -------------- | --------------------- | -------------------- |
| 1979–1983                     | Joaquín Monfort Tena                                 | UCD            | 19/04/1979            | --                   |
| 1983–1987                     | Pascual Troncho Armelles                             | PSPV-PSOE      | 28/05/1983            | --                   |
| 1987–1991                     | Pascual Troncho Armelles                             | PSPV-PSOE      | 30/06/1987            | --                   |
| 1991–1995                     | Pascual Troncho Armelles                             | PSPV-PSOE      | 15/06/1991            | --                   |
| 1995–1999                     | Pascual Troncho Armelles                             | PSPV-PSOE      | 17/06/1995            | --                   |
| 1999–2003                     | Francisco José Fuentes García                        | PP             | 03/07/1999            | --                   |
| 2003–2007                     | Francisco José Fuentes García                        | PP             | 14/06/2003            | --                   |
| 2007–2011                     | Francisco José Fuentes García                        | PP             | 16/06/2007            | --                   |
| 2011–2015                     | Francisco José Fuentes García Abelardo Tena Monterde | PP             | 11/06/2011 27/12/2011 | Dimissió/renúncia -- |
| 2015–2019                     | Abelardo Tena Monterde                               | PP             | 13/06/2015            | --                   |
| 2019-2023                     | Ester Querol Garcia                                  | PSPV-PSOE      | 15/06/2019            | --                   |
| Des de 2023                   | Ester Querol Garcia                                  | PSPV-PSOE      | 17/06/2023            | --                   |
| Fonts: Generalitat Valenciana |                                                      |                |                       |                      |

## Monuments
El Conjunt Històric de la Vila d'Ares del Maestrat està catalogat com a Bé d'Interès Cultural segons consta a la Direcció General de Patrimoni Artístic de la Generalitat Valenciana, amb anotació ministerial 28031, i data d'anotació 20 d'abril de 2012.
Els carrers de la Vila es caracteritzen presentar una disposició assentament en vessant. Així, presenta allargades i estretes illes, formades per la unió de parcel·les amb fronts a dos carrers, inferior i superior. La part més important del conjunt se situa al costat sud. Les cases estan construïdes amb carreus, encara que algunes cases estiguin emblanquinades. Es pot veure un predomini de portes amb arc de mig punt, enquadrament de les obertures, balcons en façanes amb reixes de forja. Les cases presenten tres o quatre altures. Poden distingir-se en Ares dos centres, un situat a la plaça de l'Església (de proporció quadrada, que presenta l'església al costat de ponent, mentre que en el costat nord, fora de la plaça s'alça l'Ajuntament, el qual presenta una planta baixa que és una llotja d'arcs ogivals), i l'altre a la Plaça Major (que comunica amb l'altre centre a través de l'Ajuntament). L'Església és d'estil barroc, construïda amb carreus, sobre una altra anterior de la qual només es conserva el campanar. Té una portada dividida en tres cossos, que van disminuint en línia ascendent, composta per dues columnes salomòniques que alternen amb llises, sobre grans basaments i rematada per un petit frontó corb. Per la seva banda, l'Ajuntament és un edifici de dos pisos, que com hem esmentat abans, serveix de nexe d'unió entre la plaça de l'Església i la Plaça Major a la qual dona la seva façana principal. Construït en maçoneria, amb carreus només per als arcs de la planta baixa i les cantonades. Pot destacar-se en la seva planta superior una balconada correguda.

### Monuments religiosos

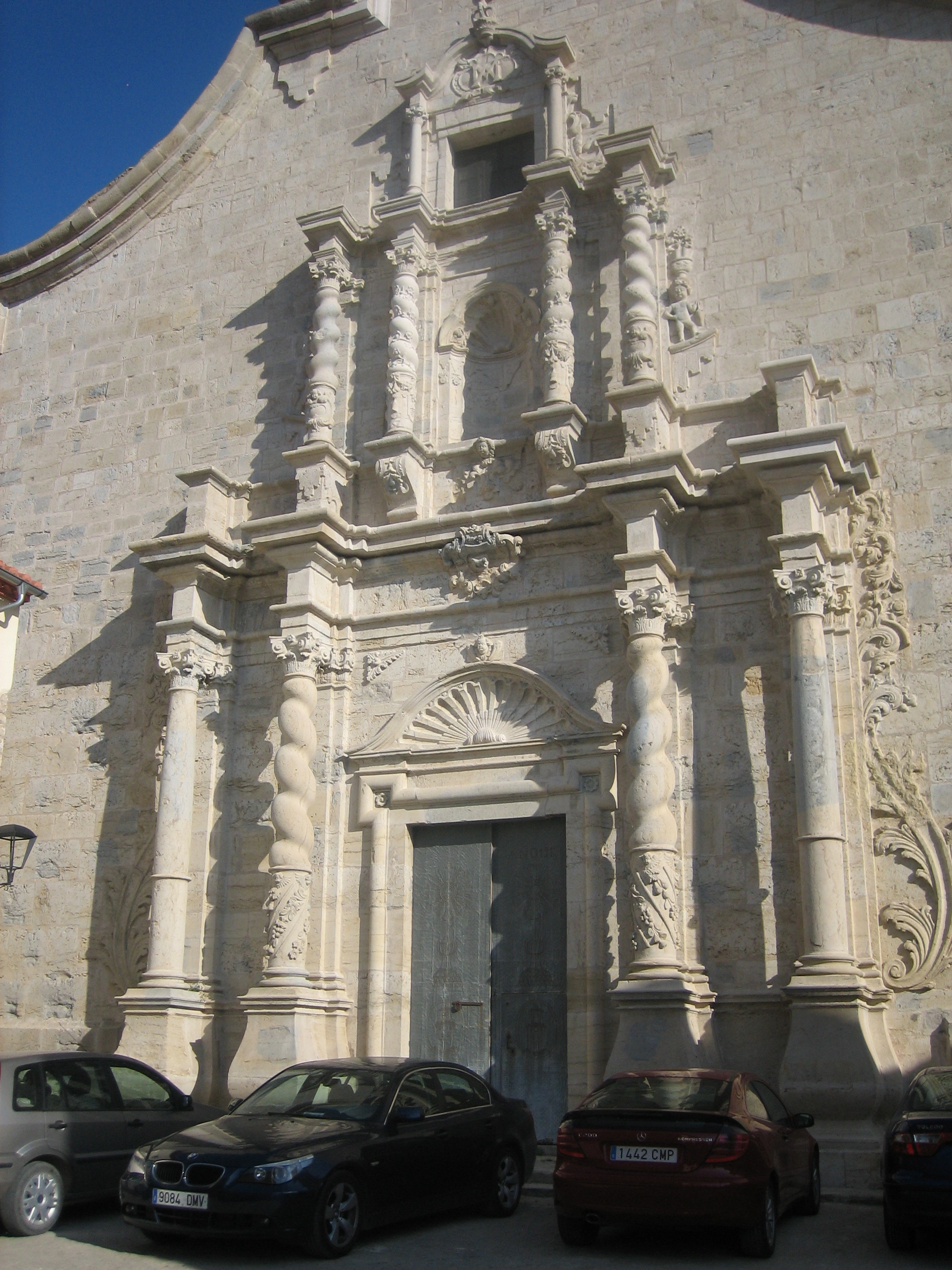
Façana de l'església de l'Assumpció

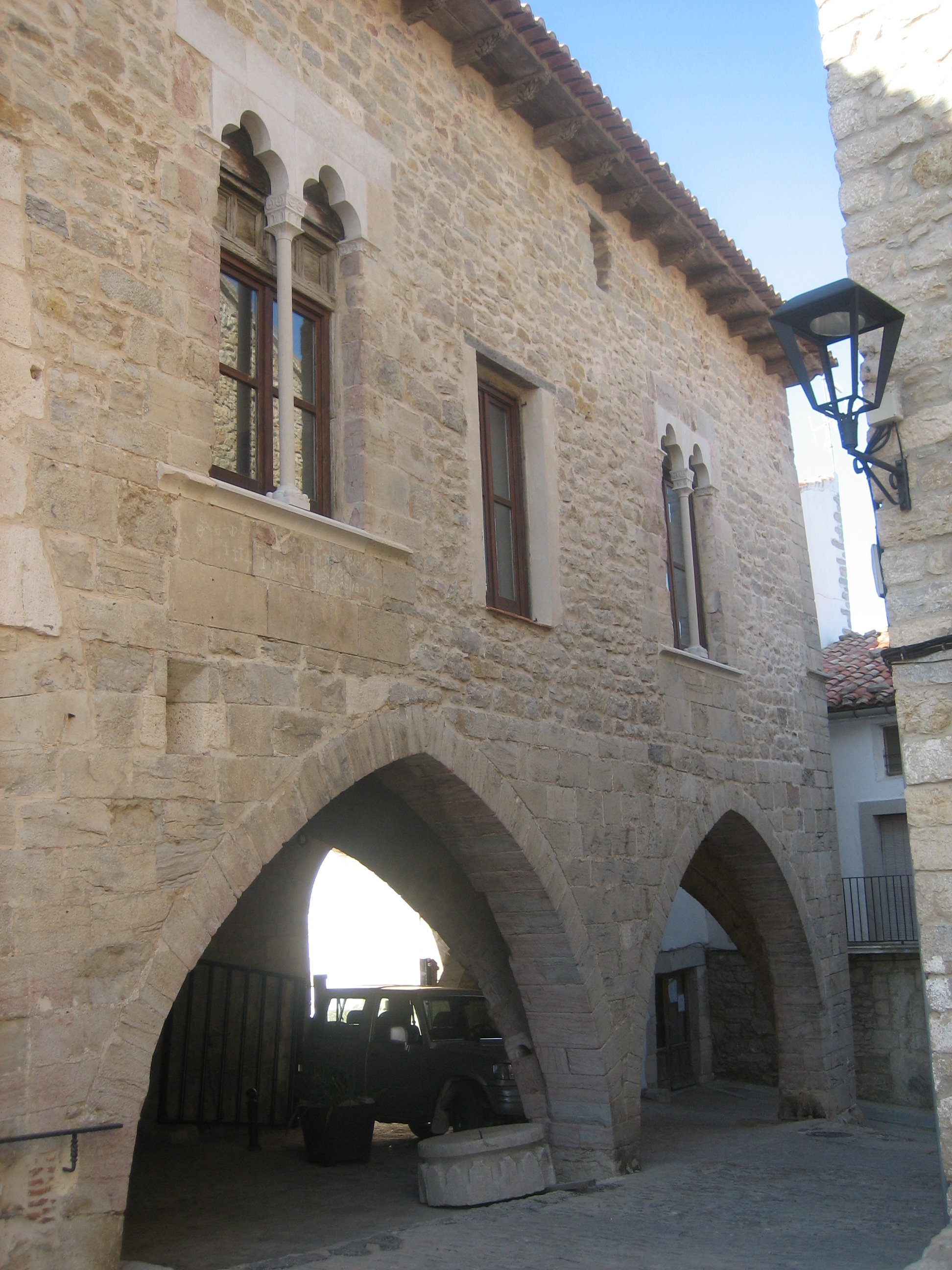
Ajuntament.

- Església de l'Assumpció. Del segle xviii. Amb façana barroca del segle xviii, després de ser cremada i destruïda l'anterior església en el 1707 per les tropes de Felip V durant la Guerra de Successió, la planta es refà el 1717.

- Ermita de Santa Bàrbara. Del segle xviii (actualment és un magatzem).

- Ermita de Santa Elena. D'estil barroc rural del segle xviii. Destaca la façana monumental i l'enorme temple, juntament amb una campana en el cim. Als seus costats, encara es mantenen dempeus un refugi de cavalleries i un recer de pelegrins, que hi acudixen en romiatge des de 1742 cada primer diumenge de maig. Està situada en la masia del mateix nom, a 5 km del municipi.
- Ermita de Sant Antoni de Pàdua.

### Monuments civils

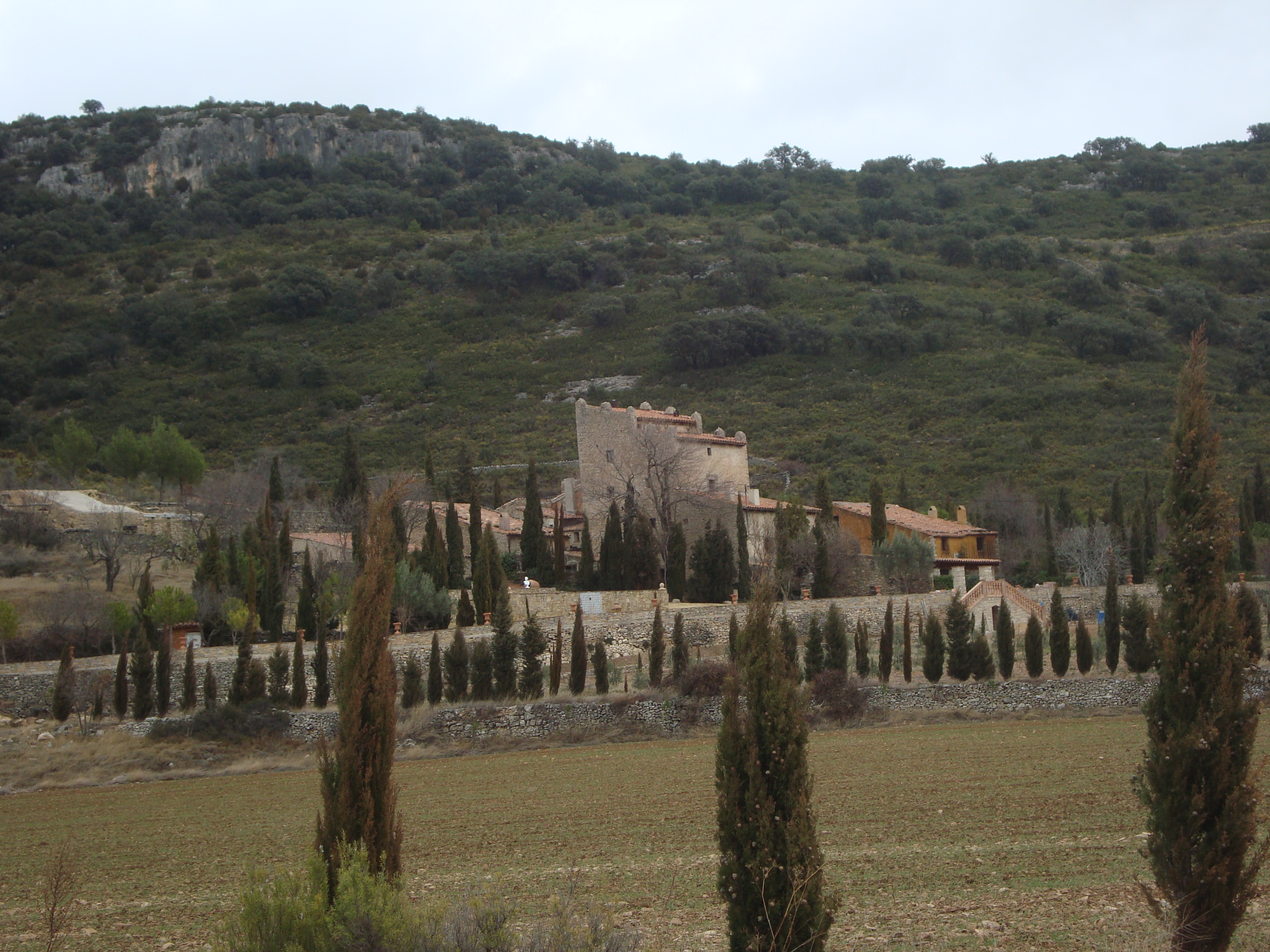
Vista general de la torre Beltrans

- Ajuntament: dels segles xiv i xv. Construït sobre les antigues muralles àrabs del segle x. D'estil gòtic, destaca la Sala Capitular on es reunien els templers. S'hi van trobar un peiró gòtic del segle xv que presenta la imatge del Crist crucificat i en l'inrevés la imatge de la Mare de Déu amb el nen.
- Castell: les restes de l'antic castell es troben sobre la mola que presidix el poble i que presenta muralles àrabs i vestigis ibers. Va ser la primera plaça de l'antic Regne de València que va conquistar el rei Jaume I (1232). Per la seua situació estratègica, ha sigut sempre un ferm baluard guerrer, amb les velles muralles que flanquegen l'ascensió i una torre vigia al capdamunt que va ser utilitzada per última vegada en la Guerra Civil Espanyola. En tot l'alt de la mola es troba el recinte sobirà amb una arruïnada torre d'homenatge, de 8 m de diàmetre. En la part esquerra del cim es troba la Piqueta dels Moros, clevill en la roca per a arreplegar aigua. En el descens, es troba un escaló inferior, jussà, que albergaria la primitiva població i el baluard d'entrada amb la torre semicircular, i la cova excavada en la roca, que travessa de banda a banda la roca en una longitud de 43 metres.
- Antics portals de les muralles.
- Presó: del segle xiii. En l'interior es conserven útils típics de l'antiga presó. Està just sota l'edifici de l'Ajuntament.
- Antiga llotja: del segle xiii, unix la plaça Major i la de l'Església amb arquejades gòtiques, barrejades amb elements mudèjars. S'hi celebrava en l'Edat Mitjana el mercat setmanal; en el segle xix s'hi va instal·lar una carnisseria de la qual encara s'observen algunes restes, com una argolla de la qual es penjaven els caps de bestiar per a ser pesants.
- Torre Beltrans. Masia fortificada construïda sobre una antiga alqueria musulmana. Té una torre construïda probablement al segle xvi.
- Nevera: del segle xvi. Nevera en la Mola d'Ares, que acull un museu en la Casa del Nevater. Es tracta d'una de les poques neveres valencianes de planta quadrada, en bon estat de conservació i molt representativa del que va ser l'antic comerç de neu i gel en terres valencianes. La nevera es troba a uns 1.200 metres d'altitud i el pou en el qual es conservava la neu i que pot ser visitat té una profunditat d'uns vuit metres. A més, conté una microreserva de flora.
- Estàtua de Jaume I: del segle xx. Escultura erigida per la Generalitat Valenciana en record i homenatge al rei fundador, en el 750 aniversari del naixement del Regne de València.

## Llocs d'interès

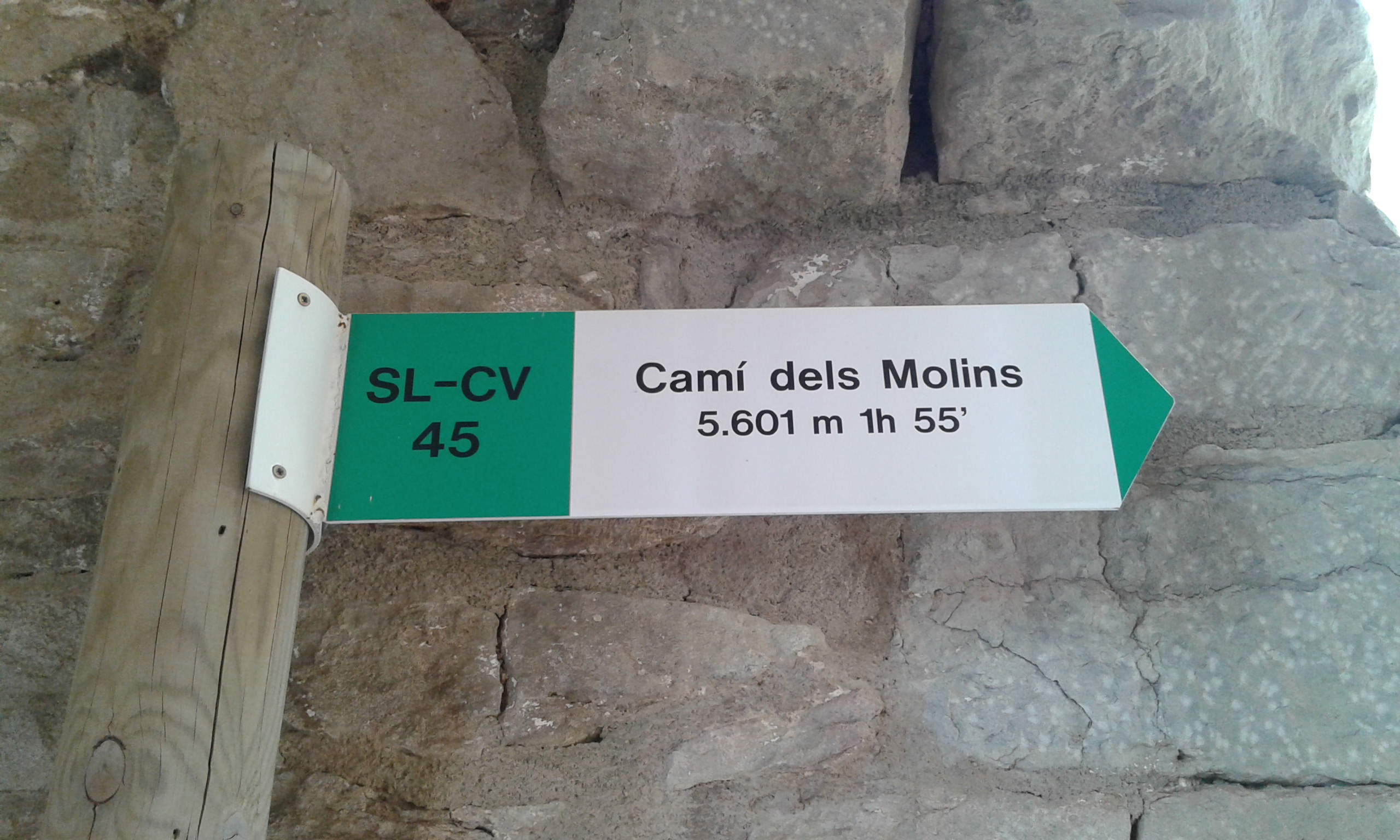
Camí dels Molins

- Camí dels MolinsBarranc dels Molins. Conjunt de cinc molins d'aigua datats entre els segles xvii i xviii, que constituïxen amb les seues basses de recollida d'aigua i els sistemes de conduccions, una de les més singulars obres d'enginyeria hidràulica, vestigis d'una època preindustrial. Hi ha el sender local SL-CV 45 o Camí dels Molins que recorre els molins seguint una senda marcada.[10][11]

- Barranc dels Horts. Espai natural relíctic de gran valor ecològic i social, singular per les seues característiques al País Valencià. Es troba regat per diverses fonts, i alberga microreserves de flora. És propietat de la Fundació Natura de La Caixa.

- Pintures rupestres. Les pintures rupestres d'Ares del Maestrat van ser declarades per la UNESCO Patrimoni de la Humanitat, juntament amb la resta de l'art rupestre de l'arc mediterrani de la península Ibèrica. La Cova Remígia i altres abrics del barranc de Gasulla que conserven en les parets pintures rupestres poden visitar-se acompanyats d'un guia. Les pintures del barranc de Gasulla inclouen escenes de caça que representen persones amb arcs, porcs senglars, cabres hispàniques, bous salvatges, cérvols, entre altres animals.

- Mola d'Ares. Muntanya amb relleu tabular, emblema del paisatge del municipi.

## Festes i celebracions locals
- Festes Patronals. El 24 d'agost dedicades a santa Elena i sant Bartomeu.
- Sant Antoni. Celebrat el dissabte més proper al 17 de gener amb una gran foguera a la Plaça Major.
- Sant Marc. Celebrat el diumenge més proper al 25 d'abril amb romeria a l'ermita de la Mare de Déu de la Font de Castellfort.
- Santa Elena. L'1 de maig es fa la romeria a l'ermita de Santa Elena.

## Gastronomia

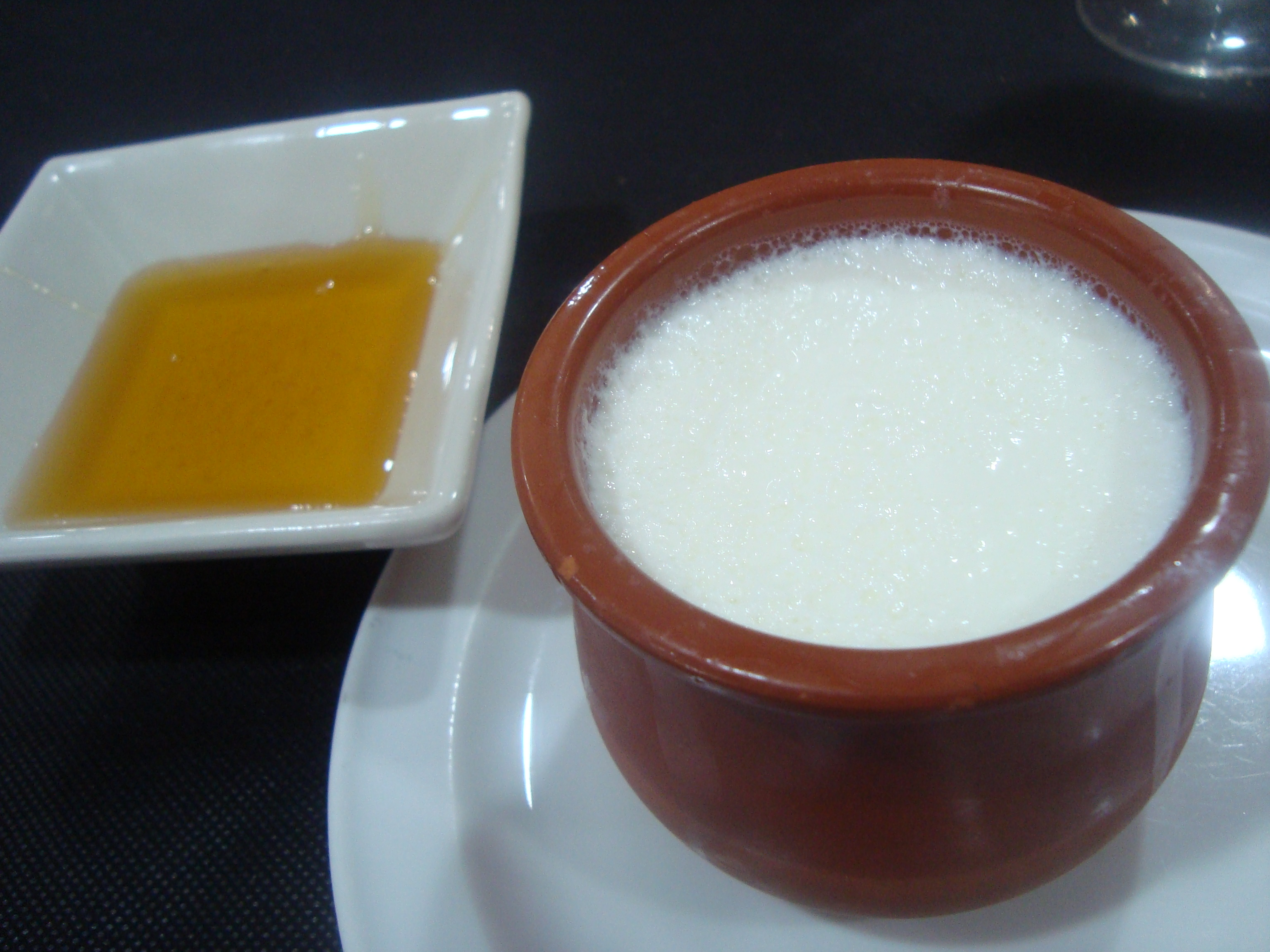
"Collà de l'Històric Maestrat"

Alguns dels plats típics de la localitat són l'olla d'Ares, les xulles de corder amb allioli, el conill amb caragols, la perdiu en escabetx i la quallada ("collà" a Ares). També hi cal destacar els seus formatges, la seua carn salada i fumada (cecina) i el seu pernil.